# Schwarzwellenläufer
Der Schwarzwellenläufer (Hydrobates melania, Synonym: Oceanodroma melania), auch Melaniasturmschwalbe genannt ist eine 21–23 Zentimeter große Vogelart aus der Familie der Wellenläufer (Hydrobatidae).

## Aussehen
Diese Vogelart hat ein schwarzes Rückengefieder. Der Kopf, die Beine, die Flügeloberseite, der Schwanz und die Federn am Beinansatz sind schwarz. Der Schnabel und die Beine sind ebenfalls völlig schwarz. Der Schnabel ist vorne nach unten gebogen. Auf dem Schnabel sitzt eine schwarze kleine längliche Röhre. Die Kehle, der Bauch sind hellgrau. Auffällig sind 2 dicke hellgraue Streifen auf der Flügeloberseite nahe dem Flügelansatz. Der Schwanz ist gegabelt. Männchen und Weibchen unterscheiden sich äußerlich im Gefieder nicht voneinander.

## Verbreitung und Lebensraum

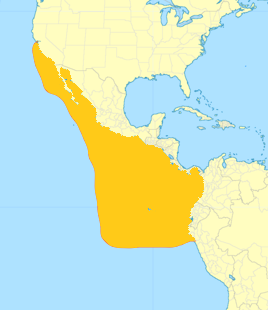
Verbreitungsgebiet des Schwarzwellenläufers (gelb)

Der Schwarz-Wellenläufer kommt im östlichen Teil des Nordpazifiks von Kalifornien bis Peru vor. Diese Art bewohnt die Küstengewässer und die hohe See. Im Winter ziehen sie in südlichere Gefilde.

## Lebensweise
Seine Nahrung sind Plankton, kleine Fische und Langustenlarven, die er auf dem offenen Meer sucht. Bei der Nahrungssuche stürzen sie sich abrupt aus großer Höhe auf die Meeresoberfläche herab um sie mit dem Schnabel auf zunehmen. Danach erheben sie sich meist sofort wieder in die Lüfte, nur sehr selten lassen sie sich auf der Wasseroberfläche treiben. Das Höchstalter liegt bei ca. 15 Jahren.

## Fortpflanzung
Die Geschlechtsreife wird erst im Alter von 4 oder 5 Jahren erreicht. Diese Art brütet nur auf den vorgelagerten Inseln von Baja California. Das Weibchen legt jeweils nur ein sehr großes, weißes Ei, das in einer Höhle oder einen Felsspalt abgelegt wird. Die Brutdauer beträgt bis zu 50 Tage. Das Junge wird mit vorverdautem Fisch und Magenöl gefüttert. Im Alter von 60 Tagen verlassen die Jungen das Nest zum ersten Mal.

## Gefährdung
Aufgrund ihrer weiten Verbreitung und weil für diese Art keine Gefährdungen bekannt sind, stuft die IUCN diese Art als ungefährdet (Least Concern) ein.